# Stanisław Julian Ostroróg

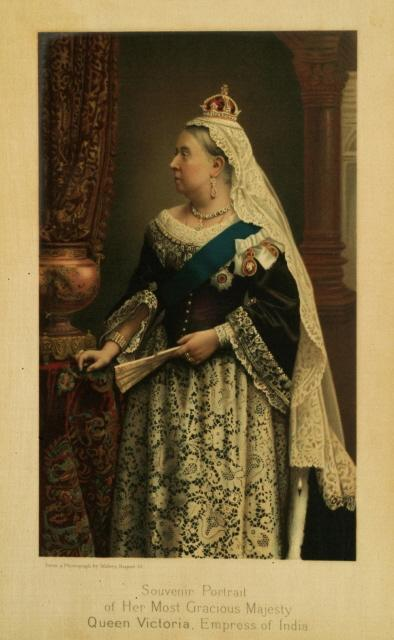
Królowa Wiktoria

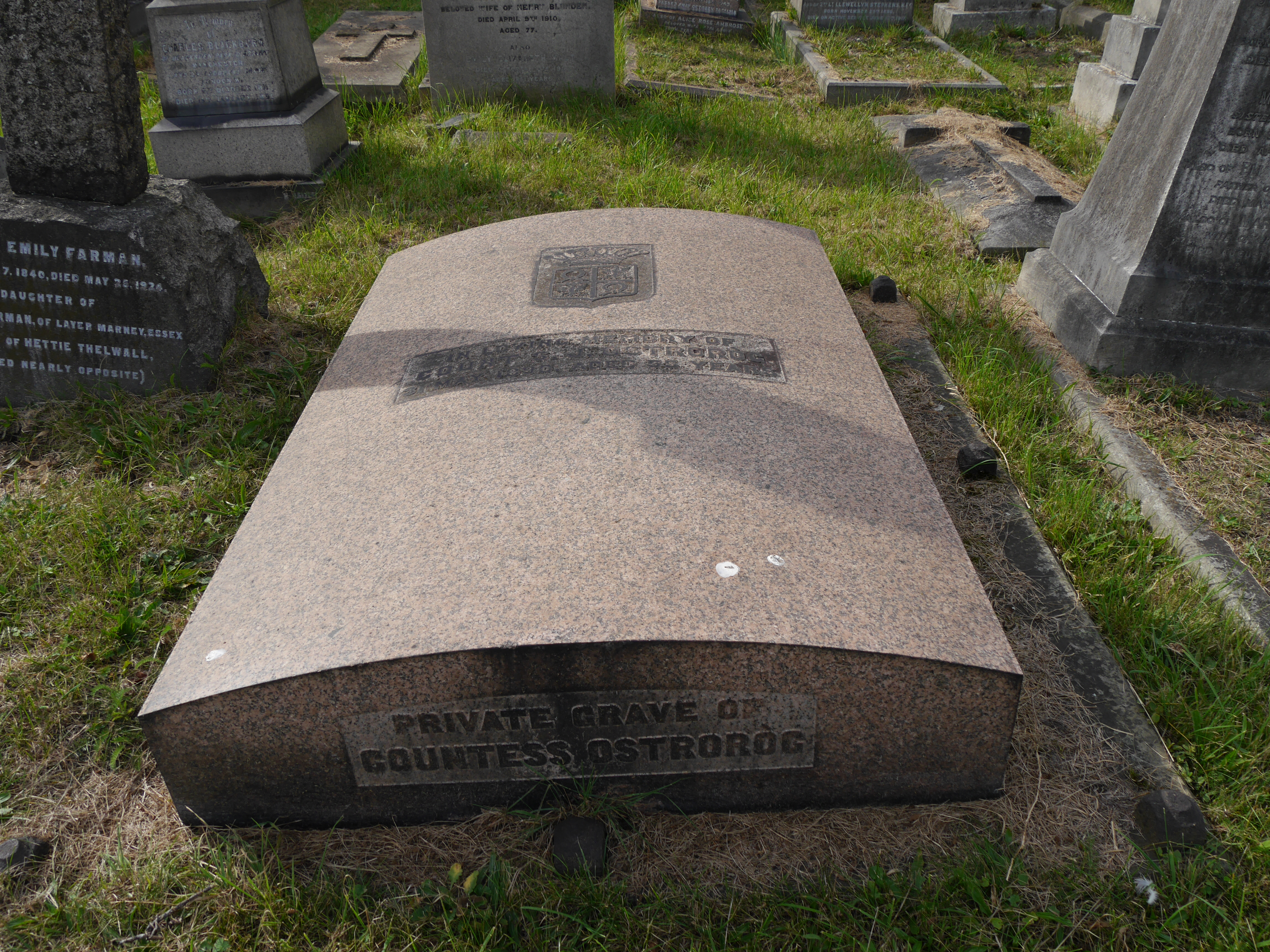
Nagrobek Stanisława J. Ostroroga w Brompton Cemetery

Stanisław Julian Ostroróg (ur. 1834 lub 1835 w Mohylewie, zm. 31 maja 1890 w Londynie) – polski fotograf działający we Francji i Anglii pod pseudonimem „Walery”. Właściciel zakładów fotograficznych o tej samej nazwie w Marsylii, Paryżu i Londynie. Działalność Ostroroga w Londynie – wraz z jego pseudonimem, Walery – przejął jego syn, Stanisław Julian Ignacy Ostroróg.

## Młodość
Ukończył Korpus Paziów w Petersburgu. Z gwardii cesarskiej, gdzie służył w randze kapitana, podczas wojny krymskiej w nieznanych okolicznościach trafił do polskiego oddziału, Dywizji Kozaków Sułtańskich. Pełnił rolę Adiutanta gen. Władysława Zamoyskiego. Według informacji przekazanej przez Nadara w jego wspomnieniach pt. Quand j’étais photographe, Ostroróg fotografią (a dokładniej dagerotypią) zajął się jeszcze w trakcie wojny. Inny niepotwierdzony przekaz głosi, że w 1855 roku wykonał zdjęcie Adama Mickiewicza na łożu śmierci.
Po zakończeniu wojny w 1856 roku prawdopodobnie krótko przebywał w Anglii, a rok później znalazł się w Paryżu, gdzie prowadził prace nad opatentowanym przez siebie instrumentem muzycznym o nazwie melodina. Zajmował się także – bez większych sukcesów – publicystyką i poezją. W 1862 roku, po uzyskaniu obywatelstwa brytyjskiego, ożenił się z Teodozją Walerią Gwozdecką, nieślubną córką solistki baletu Teodozji Gwozdeckiej i prezesa dyrekcji Warszawskich Teatrów Rządowych, Ignacego Abramowicza (od której imienia być może pochodził pseudonim „Walery”). 12 września 1863 roku w Londynie urodził się ich syn Stanisław Julian Ignacy (zm. 1929), w Marsylii drugi syn, Julian Alfred (zm. 1867 w Warszawie), a 20 czerwca 1867 trzeci syn, Leon Walerian, doktor prawa koranicznego i doradca rządu tureckiego (zm. 1932). W Paryżu doczekali się jeszcze dwóch synów w 1874 i 1875.

## Fotografia portretowa
Od 1864 r. Ostroróg prowadził zakład fotograficzny w Marsylii, gdzie pozostał do około 1871 roku, poza roczną przerwą w Warszawie (1866–1867). W 1874 r. w Paryżu przy rue de Londres 9bis otworzył studio pod nazwą „Walery”. Problemy finansowe spowodowane upadkiem Société de l’Union Général zmusiły go do wydzierżawienia w 1878 roku paryskiego atelier.
W roku 1884 otworzył przedsiębiorstwo przy Conduit Street 5 w Londynie, które z zakładu produkującego emalię szybko przekształcił z kolejne studio fotograficzne. Dwa lata później sfotografował królową Wiktorię, a dzięki patronatowi królewskiemu posługiwał się tytułem „Photographer to the Queen”. Wkrótce przeniósł studio na Regent Street 164, posługując się w latach 1887–1890 nazwą „Walery Limited”. Zatrudniał kilku fachowców do kolorowania zdjęć, m.in. Richarda Henry’ego Ramsdena, i drukował je na emalii lub na jedwabiu. Oprócz tego firma Sampson Low, Son & Co. publikowała jego prace w serii Celebrity Portraits. Wśród osobistości których zrobił portrety byli, Gustave Eiffel, Victor Hugo, Frederic Leighton, Ferdynand Lesseps, Louis Pasteur, Henry Morton Stanley i członkowie brytyjskiej rodziny królewskiej.
Zmarł w 1890 roku, został pochowany na cmentarzu Brompton w Londynie. Zakład fotograficzny przejął starszy syn, prowadząc go z partnerem Anglikiem, Alfredem Ellisem, w latach 1890–1900 przy 51 Baker Street pod nazwą „Alfred Ellis & Walery”.

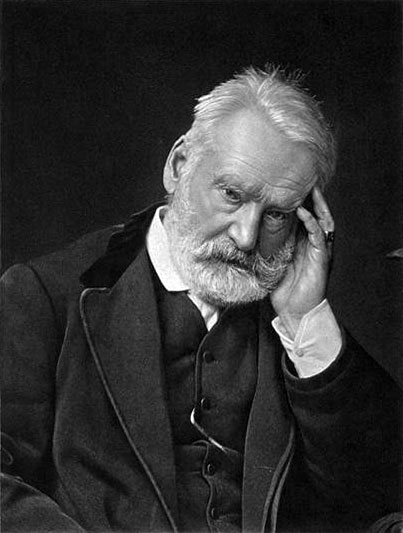
Victor Hugo, fot. „Walery”, ok. 1875
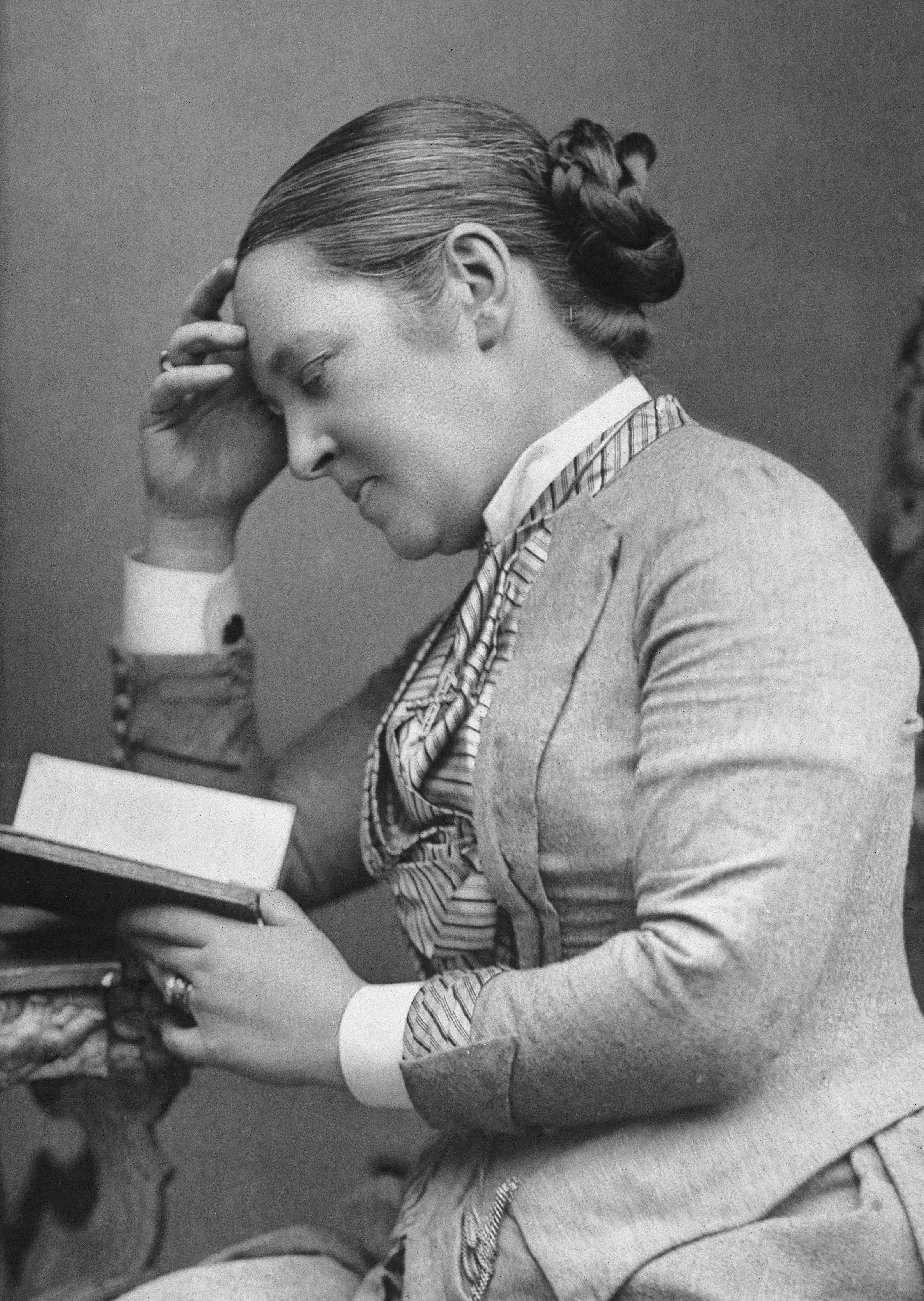
Elizabeth Garrett Anderson, fot. „Walery”
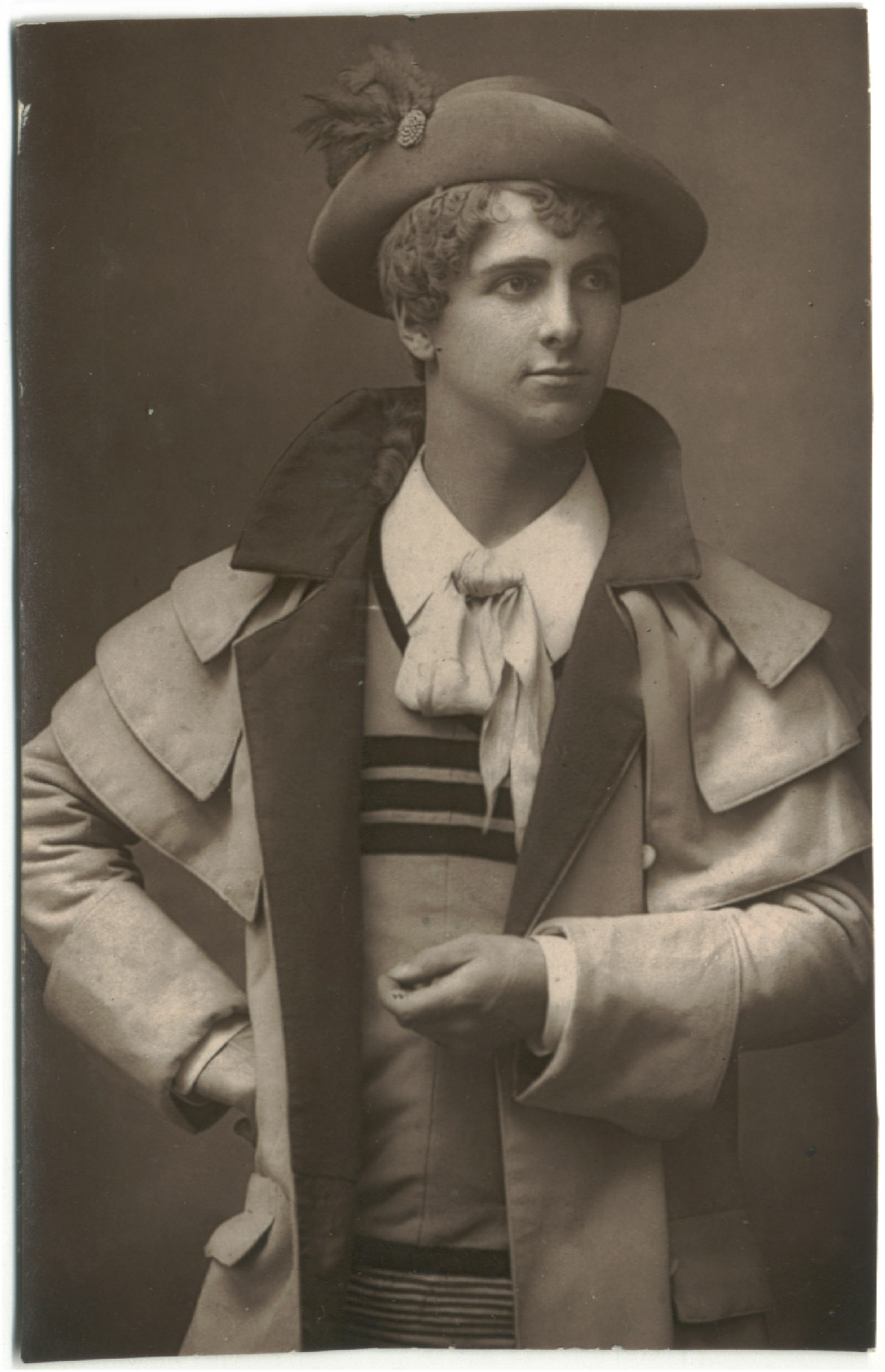
Hayden Coffin, fot. „Walery”, 1887
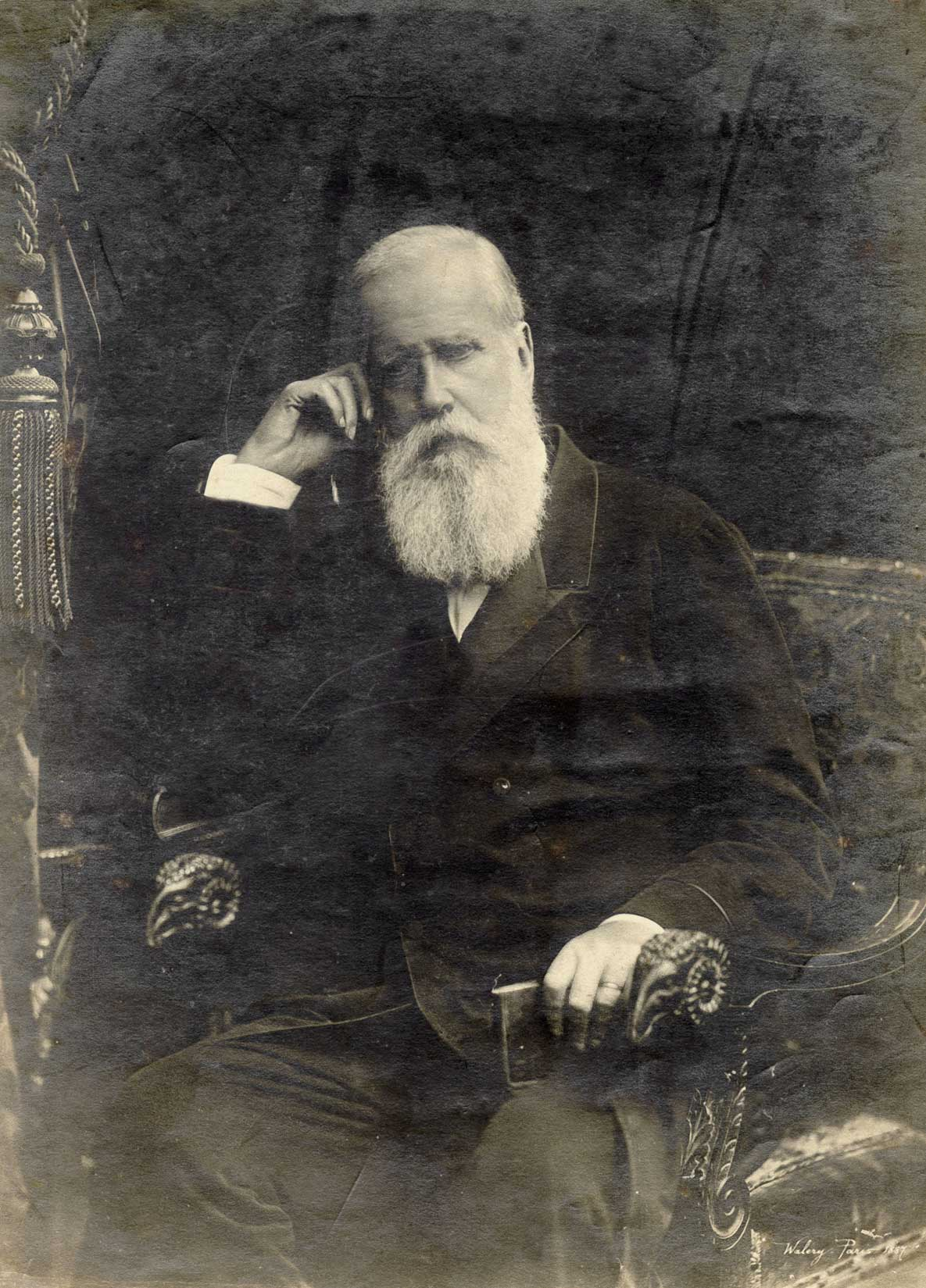
Pedro II, cesarz brazylijski, fot. „Walery”, 1887
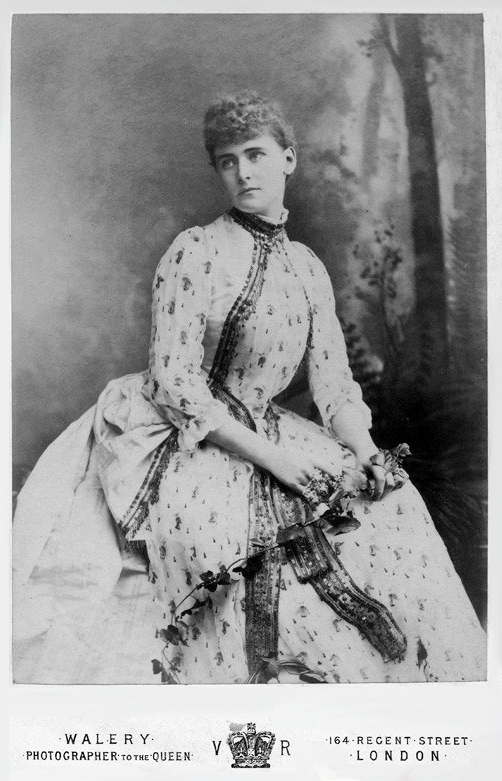
Frances Evelyn Maynard ‘Daisy’ Greville, Countess of Warwick, „Walery” (1887)